# Carlos Miguel Gonçalves
 (février 2025).

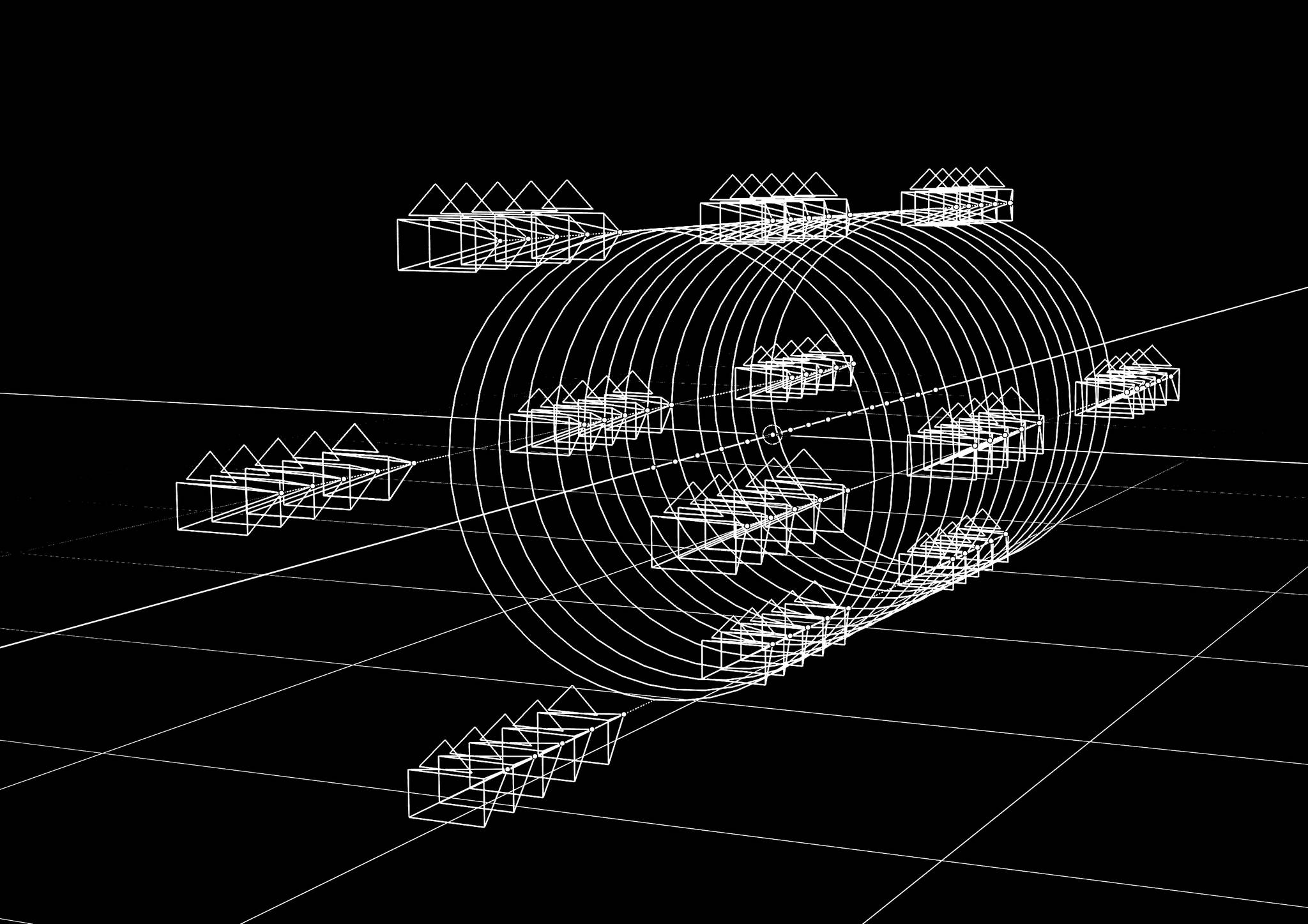
Softspace #1 (2024) Carlos Miguel Gonçalves. Dessin numérique sur papier de coton.

Carlos Miguel Gonçalves (Portimão [Porches], 1980) est un artiste multimédia portugais, reconnu pour ses travaux sur l'étude de la subversion de l'espace public à partir du web 2.0. Il est l'auteur de la recherche "ALT+R-HOTKEY et la subversion de l'espace public dans le web 2.0" et de l'article "No Mesh : Blender comme outil d'étude et de résistance à la subversion de l'espace public dans le web 2.0".

## Biographie
Carlos Miguel Gonçalves a étudié l'art multimédia à la Faculté des Beaux-Arts de l'Université de Lisbonne (Belas-Artes ULisboa), où il a obtenu un Master en art multimédia, spécialisé en audiovisuel. Durant cette période, il développe la recherche « ALT+R-HOTKEY et la subversion de l'espace public dans le Web 2.0 », où il étudie comment la sphère numérique reconfigure le public. Il poursuit actuellement un doctorat en Beaux-Arts à l’Université de Lisbonne, explorant l’impact de l’incorporation cybernétique dans l’urbanité sur l’ordre des espaces basé sur le web 2.0. Carlos Miguel Gonçalves travaille dans une approche transdisciplinaire, utilisant le dessin, la vidéo, la photographie, l'installation et l'art numérique. Ses intérêts portent sur la manière dont la technologie façonne la perception de l’espace et la résistance contre la domination privée de l’espace public sur Internet.

## Principaux ouvrages / articles
- No Mesh [Pas de maille] (2024)[4]
- INTERMÉDIAIRE (2022)
- Rogério Taveira et la multiplicité des (im)pressions dans une géographie expérimentale de Sintra (2022)[5]
- Chaise Rouge-Bleu, reproductibilité technique, stéréotype et dispositif (2018)
- ALT+R-HOTKEY  (2018)[6]

## Expositions
- SOFTSPACE, une enquête artistique (2024)[7],[8],[9],[10],[11]
- HEAP UP Exposition de dessins, photographies et vidéos, Musée municipal de Faro (2016)[12]